# Vuelo 771 de Gulf Air
El vuelo 771 de Gulf Air era un vuelo de Karachi, Pakistán, a Abu Dhabi, Emiratos Árabes Unidos. El 23 de septiembre de 1983, mientras el Boeing 737-2P6 se aproximaba al Aeropuerto Internacional de Abu Dabi, estalló una bomba en el compartimiento de equipajes. El avión se estrelló en el desierto cerca de Mina Jebel Ali entre Abu Dhabi y Dubái en los Emiratos Árabes Unidos. Los cinco miembros de la tripulación y 107 pasajeros murieron. La mayoría de los muertos eran ciudadanos pakistaníes, muchos de los cuales volvían a sus trabajos en Abu Dhabi y Baréin después de pasar las vacaciones de Eid al Adha con sus familias en Pakistán.

## Tripulación y pasajeros
La tripulación de la cabina del vuelo estaba formada por lo siguiente: 
Capitán Saoud Al Kindy, ciudadano de Omán
Primer oficial Khazal Al Qadi, ciudadano de Baréin
La tripulación de cabina era de nacionalidades mixtas, desde filipina, hindú, paquistaní y estadounidense; el único miembro de Baréin, Hashim Sayed Abdullah, actuó como sobrecargo adjunto y trabajó en la cabina de clase económica. Dos de los tripulantes eran del Reino Unido; uno de ellos, Sally Anne Townsend, era nativo de Peterborough y se desempeñaba como sobrecargo principal en el vuelo.
Había 96 ciudadanos pakistaníes, muchos de los cuales regresaban a sus trabajos en Abu Dabi y Baréin después de pasar la festividad de Eid al Adha con sus familias en Pakistán. También había siete pasajeros del Reino Unido, uno de los Estados Unidos y uno de Irán.

## Investigación
La investigación fue llevada a cabo por la Junta Nacional de Seguridad en el Transporte de los Estados Unidos (NTSB), y publicaron un informe de 400 páginas sobre sus hallazgos, que no se publicó inmediatamente en la región del Golfo Pérsico. El informe fue revelado en septiembre de 1987 por el político británico sir Dudley Smith, bajo la presión de los padres de la azafata británica Lyn Farthing, quien falleció en el accidente. Otros miembros de la tripulación a bordo incluyeron a la azafata británica Sally Anne Townsend de Peterborough y al camarada bahreiní Hashim Sayed Abdullah.
El informe incluía una descripción de los últimos momentos en la cabina del piloto, incluida una descripción del capitán omaní Saoud Al Kindy rezando mientras el avión se zambullía en la nariz en el desierto. También en la cubierta de vuelo estaba el copiloto bahreiní Khazal Al Qadi. El informe mencionaba que todo a bordo del vuelo era perfectamente normal y las transcripciones de voz mostraban a la tripulación conversando entre ellos. Uno le preguntó al otro si estaba de servicio al día siguiente, a lo que respondió: «No, tengo un día libre mañana». Eso fue seguido por una interrupción repentina y la grabación mostró a los pilotos haciendo un intento frenético por controlar el avión.
El informe indicó una bomba en la bodega de equipaje como la causa principal del accidente, debido a los siguientes factores: 
- Un pasajero que registró el equipaje en Karachi pero nunca abordó el avión.
- La naturaleza de las lesiones de los pasajeros que estaban sentados sobre la bodega de equipaje.
- Una interrupción repentina en un vuelo que de otro modo hubiera operado con normalidad.
- Datos obtenidos de la grabadora de datos de vuelo de la aeronave.

## Consecuencias
Aparentemente, la bomba fue colocada por la Organización Abu Nidal (llamada así por el propio Abu Nidal), para convencer a Arabia Saudita de pagar dinero de protección a Nidal para evitar ataques en su territorio.
Los certificados de defunción emitidos para los pasajeros a bordo mostraron que la causa de la muerte fue asfixia.
A partir de enero de 2022, Gulf Air todavía usa el vuelo número 771, operando servicios regulares entre Islamabad y Baréin.